# La Duke Island
La Duke Island är en ö i Kanada.   Den ligger i territoriet Nunavut, i den östra delen av landet, 1 200 km norr om huvudstaden Ottawa. Arean är 2,0 kvadratkilometer.
Terrängen på La Duke Island är platt. Öns högsta punkt är 53 meter över havet. Den sträcker sig 4,8 kilometer i nord-sydlig riktning, och 1,8 kilometer i öst-västlig riktning.
Trakten runt La Duke Island är nära nog obefolkad, med mindre än två invånare per kvadratkilometer.